# Drôlerie
Una drôlerie –mot francès traduïble al català com divertiment estrany– és una escena grotesca i episodi còmic marginal dibuixada als manuscrits il·luminats, que van ser molt populars entre el segle xii i XV. Els tipus més comuns apareixen com a criatures quimèriques, barreges entre diferents animals, o entre animals i éssers humans, o fins i tot entre animals i plantes o altres espècies inorgàniques. Alguns exemples són els galls amb caps humans, gossos que porten màscares humanes, arquers amb boca de peix, dracs amb cap d'elefant, entre molts altres. Sovint tenen una connexió temàtica amb el tema del text de la pàgina i amb miniatures més grans, i en general formen part d'un pla més ampli de marges decorats, encara que alguns són efectivament afegits més tard.

## Uns exemples de drôleries

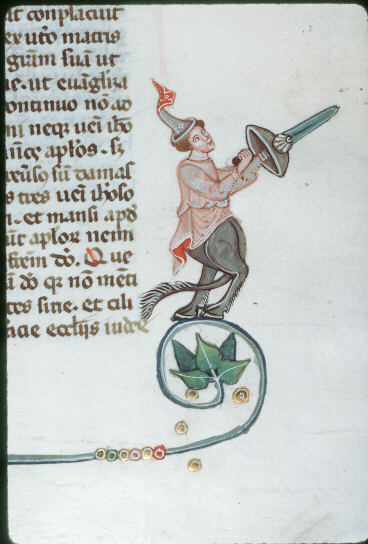
Bíblia espanyola
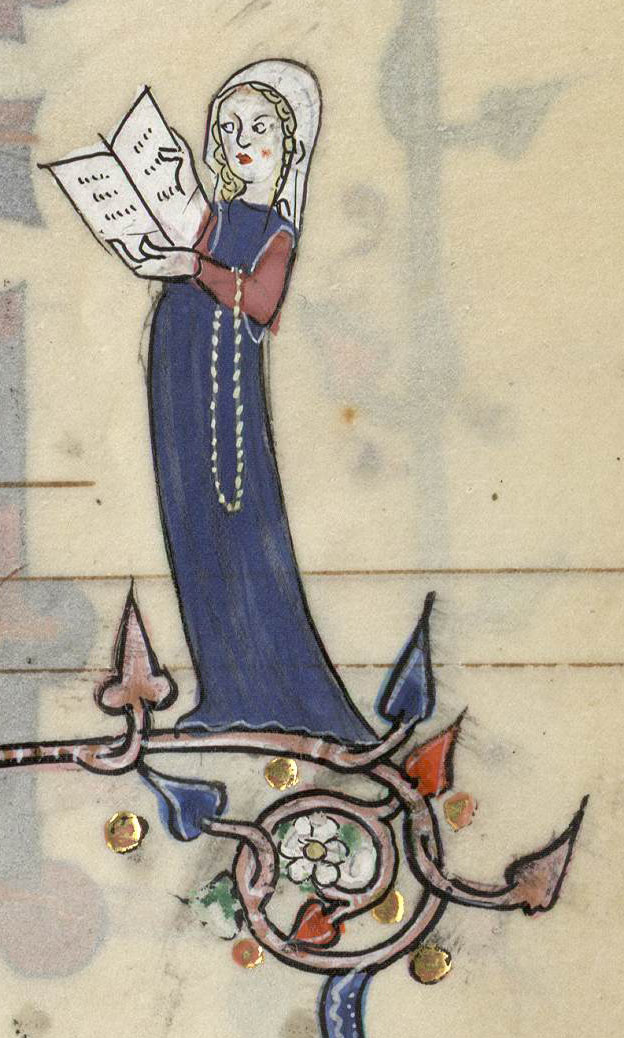
Saltiri de Metz
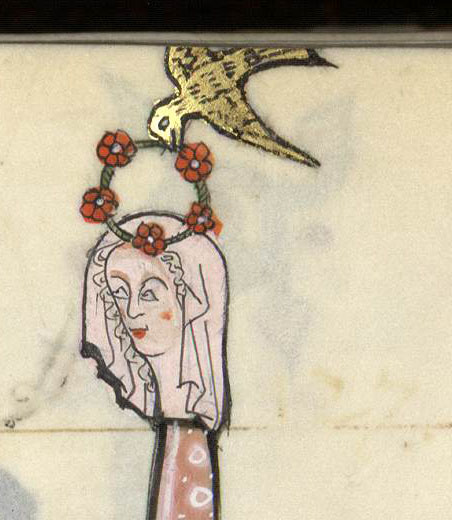
Saltiri de Metz
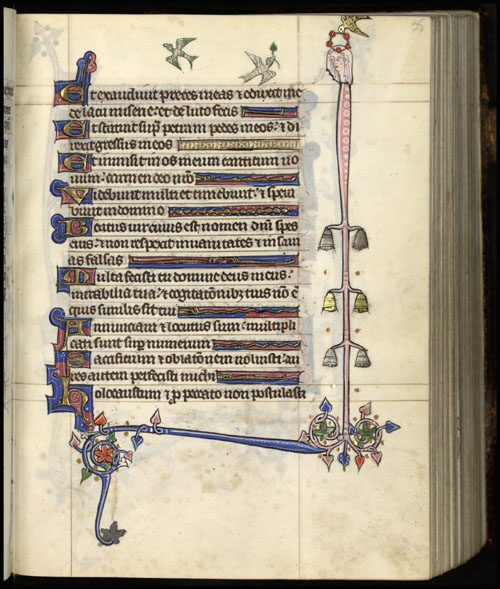
Marginalia du Saltiri de Metz